# Astridia vanheerdei
Astridia vanheerdei är en isörtsväxtart som beskrevs av L. Bol. Astridia vanheerdei ingår i släktet Astridia och familjen isörtsväxter. Inga underarter finns listade i Catalogue of Life.